# União das Freguesias de Borbela e Lamas de Olo
Die União das Freguesias de Borbela e Lamas de Olo ist eine portugiesische Gemeinde (Freguesia) im Kreis (Concelho) Vila Real im Norden Portugals.

## Geschichte
Die Gemeinde entstand im Zuge der Gebietsreform vom 29. September 2013 durch die Zusammenlegung der ehemaligen Gemeinden Borbela und Lamas de Olo.
Borbela wurde Sitz der neuen Verwaltung.

## Demographie
| Freguesia | Freguesia              | Freguesia | Freguesia       | ehemalige Freguesias | ehemalige Freguesias | ehemalige Freguesias | ehemalige Freguesias |
| --------- | ---------------------- | --------- | --------------- | -------------------- | -------------------- | -------------------- | -------------------- |
| Wappen    | Freguesia              | Einwohner | Fläche in (km²) | Wappen               | Freguesia            | Einwohner            | Fläche in (km²)      |
|           | Borbela e Lamas de Olo | 2890      | 41,28           |                      | Borbela              | 2646                 | 11,94                |
|           | Borbela e Lamas de Olo | 2890      | 41,28           | Lamas de Olo         | 109                  | 29,33                |                      |